# Route nationale 634
Die Route nationale 634, kurz N 634 oder RN 634, war eine französische Nationalstraße, die von 1933 bis 1973 zwischen L’Isle-Jourdain und einer Straßenkreuzung mit der ehemaligen Nationalstraße 632 östlich von Samatan verlief. Ihre Länge betrug 15,5 Kilometer.